# Jean-Luc Montama
Né le 28 octobre 1956, Jean-Luc Montama est un karatéka français surtout connu pour avoir remporté en kumite individuel masculin plus de 80 kilos le titre de champion du monde aux championnats du monde de karaté 1980 organisés à Madrid, en Espagne.

## Résultats
| Résultat | Date | Épreuve                      | Catégorie | Compétition                                  | Ville hôte            |
| -------- | ---- | ---------------------------- | --------- | -------------------------------------------- | --------------------- |
| [ 1 ]    | 1975 | Kumite individuel open       | Juniors   | Championnats d'Europe juniors et cadets 1975 | ?                     |
| [ 1 ]    | 1975 | Kumite par équipe            | Juniors   | Championnats d'Europe juniors et cadets 1975 | ?                     |
| [ 1 ]    | 1980 | Kumite par équipe            | Seniors   | Championnats d'Europe 1980                   | Barcelone, en Espagne |
| [ 2 ]    | 1980 | Kumite individuel + 80 kilos | Seniors   | Championnats du monde 1980                   | Madrid, en Espagne    |